# Parsonsia franchetii
Parsonsia franchetii là một loài thực vật có hoa trong họ La bố ma. Loài này được Baill. ex Guillaumin mô tả khoa học đầu tiên năm 1941.